# 748

## Догађаји
- 18. јануар – Умро је војвода Одило од Баварске после 12-годишње владавине. Грифо, најмлађи син Карла Мартела, настоји да успостави сопствену власт одузимањем војводства за себе и отима Одиловог малолетног сина Тасила III.
- У Риму, папа Захарија затвара пијацу робова, где су венецијански трговци продавали хришћанске заробљенике муслиманима у северној Африци.
- Краљ Етелберт II од Кента шаље поруку Бонифатију, надбискупу Мајнца, тражећи два добро обучена јастреба за лов. Раније је поклонио два сокола и јастреба краљу Етелбалду од Мерсије.
- 14. фебруар – Абасидска револуција: Побуњеници Хашимија под командом Абу Муслима Хорасанија заузимају Мерв, главни град провинције Омејада Хорасан (савремени Иран), обележавајући консолидацију побуне Абасида. Кахтаба ибн Схабиб ал-Та'и заузима градове Нишапур и Реи, поразивши војску Омејада (10.000 људи) код Горгана.
- 9. децембар – Наср ибн Сајар, арапски гувернер Хорасана, умире након десетогодишње управе у којој се енергично борио против ометнутих племена, суседа Тургеша и Абасида. Наср је наметнуо бирачки порез (џизију) немуслиманима и увео систем опорезивања земљишта за муслиманске Арапе.
- Град Баалбек (савремени Либан) је опљачкан уз велике покоље.
- Земљотрес је погодио Блиски исток од северног Египта до северозападне Месопотамије, уништавајући многе остатке византијске културе.